# Eatoniella strebeli
Eatoniella strebeli là một loài ốc biển nhỏ, là động vật thân mềm chân bụng sống ở biển trong họ Eatoniellidae.

## Miêu tả
Chiều dài tối đa của vỏ ốc được ghi nhận là 1,72 mm.

## Môi trường sống
Độ sâu tối thiểu được ghi nhận là 15 m. Độ sâu tối đa được ghi nhận là 137 m.